# Trididemnum nobile
Trididemnum nobile är en sjöpungsart som beskrevs av Kott 200. Trididemnum nobile ingår i släktet Trididemnum och familjen Didemnidae. Inga underarter finns listade i Catalogue of Life.